# Furia shandongensis
Furia shandongensis är en svampart som beskrevs av W.M. Wang, W.H. Lu & Z.Z. Li 1994. Furia shandongensis ingår i släktet Furia och familjen Entomophthoraceae.   Inga underarter finns listade i Catalogue of Life.